# 6735 Madhatter
6735 Madhatter è un asteroide della fascia principale. Scoperto nel 1992, presenta un'orbita caratterizzata da un semiasse maggiore pari a 2,1592666 UA e da un'eccentricità di 0,0787172, inclinata di 2,90275° rispetto all'eclittica.